# Friedrich von Schmidt
Friedrich Freiherr von Schmidt (ur. 22 października 1825 w Frickenhofen, zm. 23 stycznia 1891 w Wiedniu) – niemiecki architekt, przedstawiciel neogotyku.

## Życiorys
Ukończył Szkołę Rzemiosła w Stuttgarcie (1840–1843), studiując m.in. u Johanna Matthäusa Maucha i Gustava Adolfa Breymanna. W latach 1843–1848 odbył praktykę kamieniarską przy budowie katedry kolońskiej, zakończoną zdobyciem tytułu mistrza. Od 1851 pracował jako samodzielny architekt, realizując projekty restauracji obiektów sakralnych. W 1856 zdał egzamin na architekta w berlińskiej Akademii Budowlanej. Jednak wkrótce z uwagi na wyznanie ewangelickie zaczął otrzymywać coraz mniej zleceń – w 1858 przeszedł na katolicyzm. 
Od 1857 pracował w Mediolanie, gdzie w 1858–1859 wykładał architekturę średniowieczną w tamtejszej Akademii Sztuk Pięknych. W 1859 został profesorem Akademii Sztuk Pięknych w Wiedniu. W 1865 otrzymał na tej uczelni stanowisko kierownika katedry architektury. 
Von Schmidt specjalizował się w restauracji i budowie obiektów sakralnych. W 1863 został budowniczym katedralnym przy katedrze św. Szczepana, prowadzać prace restauracyjne przez trzy dziesięciolecia. W Wiedniu wiele jego projektów wykonywał budowniczy Josef Hlávka.
W 1883 został honorowym obywatelem Wiednia. W 1886 został nobilitowany i otrzymał tytuł barona. W 1890 odznaczony Pour le Mérite za Naukę i Sztukę. W latach 1866–1870 był członkiem wiedeńskiej rady miejskiej, a od 1889 Izby Panów. Pochowany na Cmentarzu Centralnym w Wiedniu.

## Wybrane dzieła

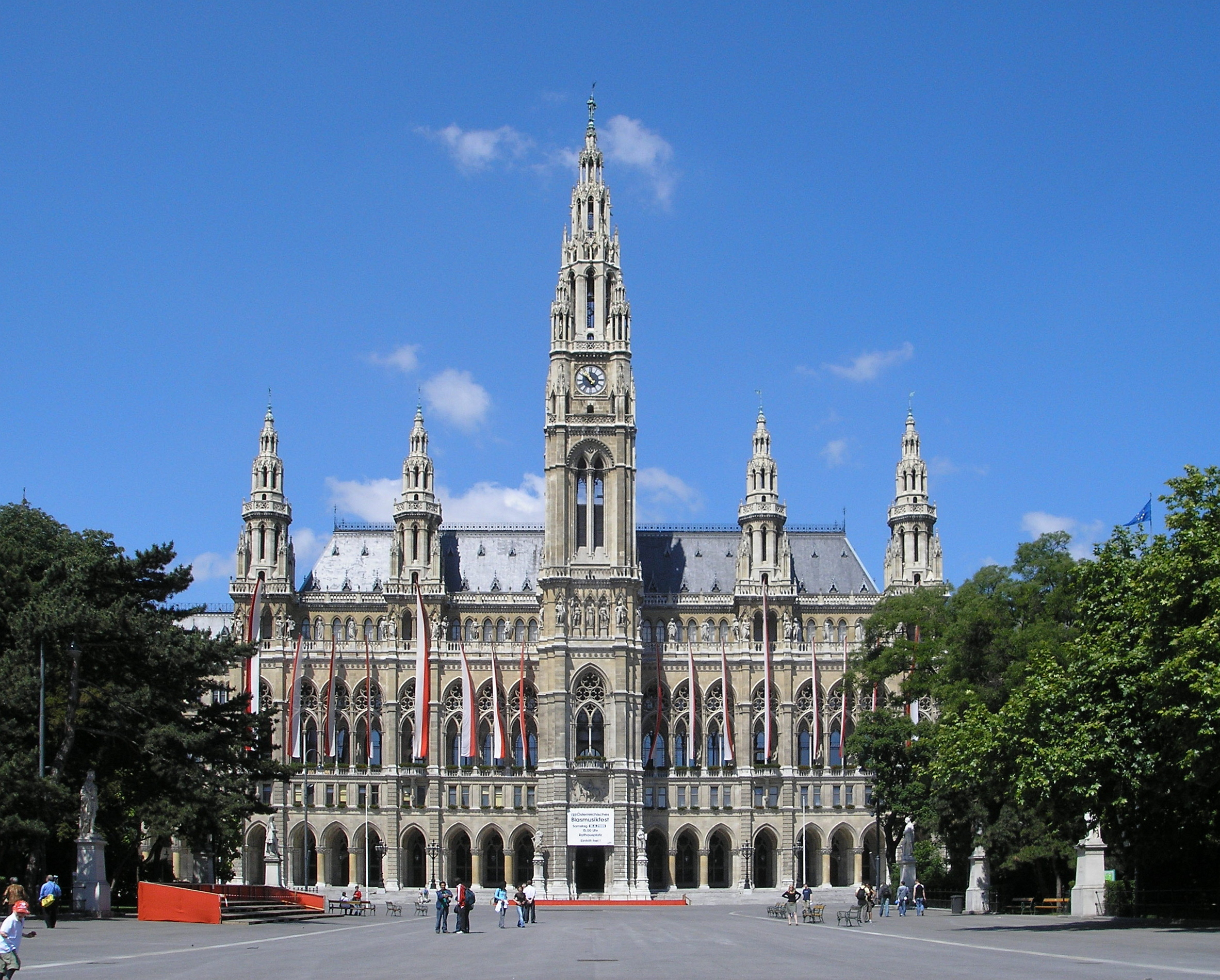
F. Schmidt: ratusz w Wiedniu

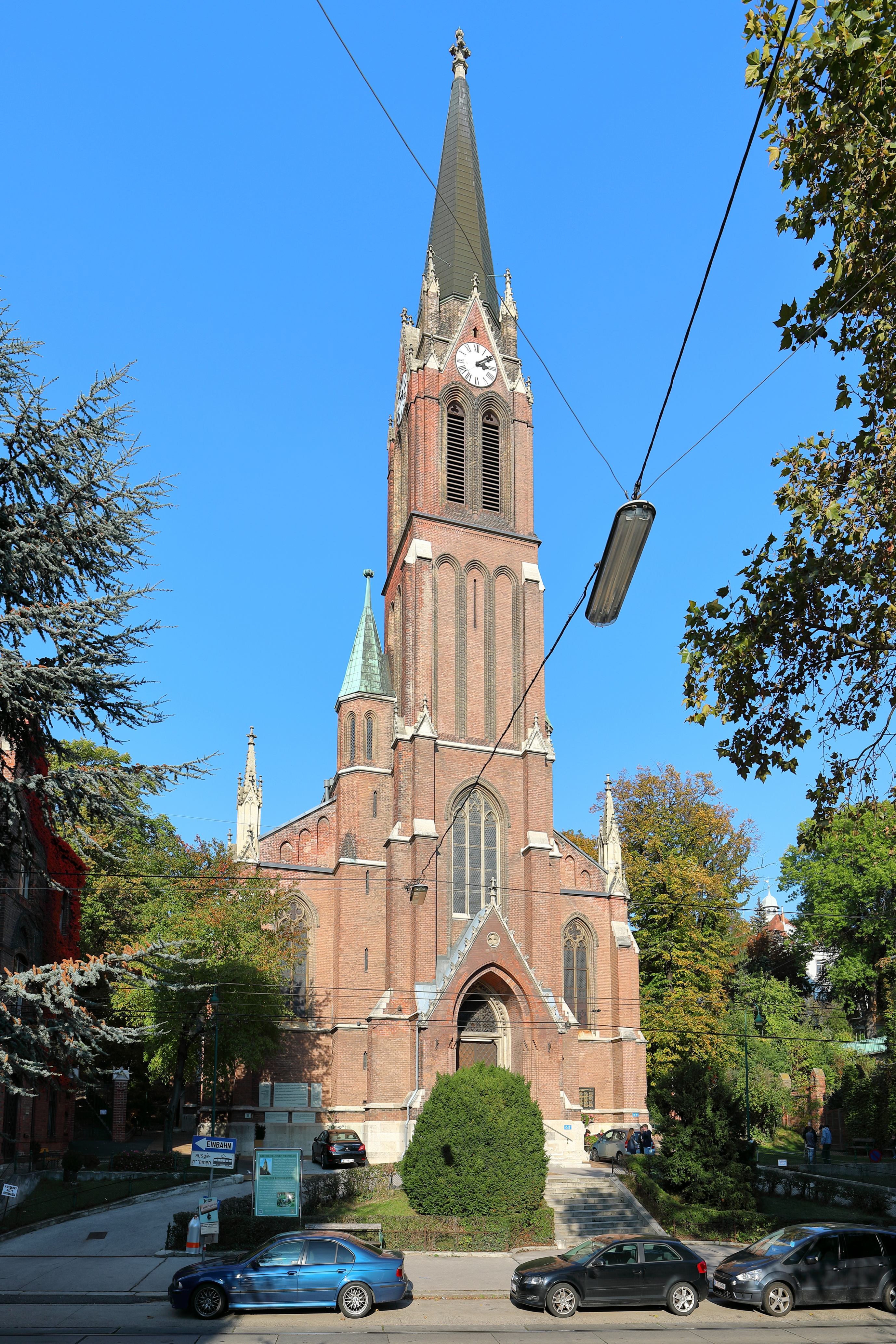
F. Schmidt: kościół św. Józefa w Wiedniu

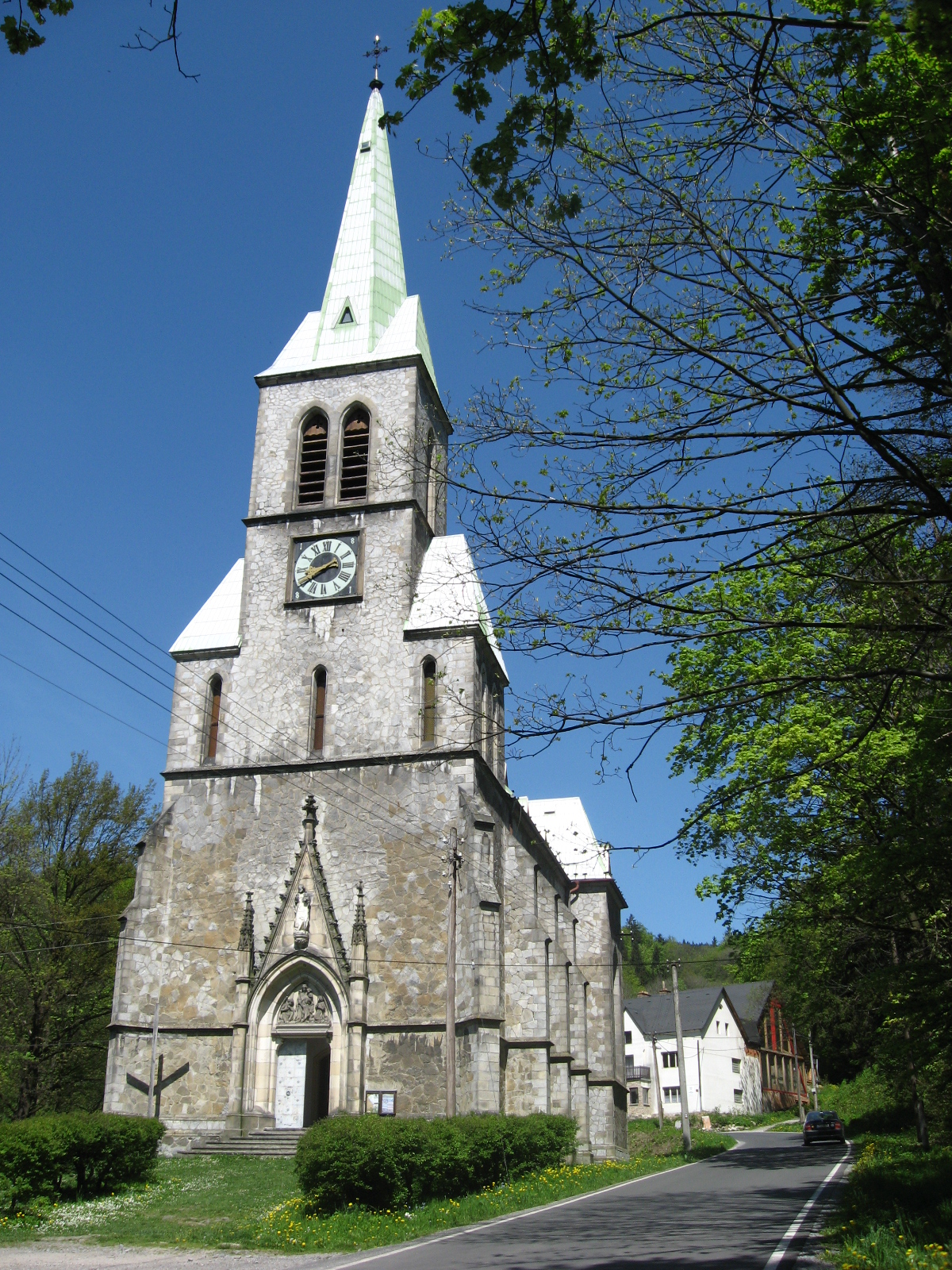
F. Schmidt: kościół we wsi Travná

- 1852 – pomnik 123 weteranów wojen wyzwoleńczych 1813–15 w Krefeld
- 1855–1858 – kościół katolicki św. Matyldy w Quedlinburgu
- 1857–1859 – kościół katolicki św. Gertrudy w Krefeld-Bockum
- 1868–1869 – kościół katolicki pw. Nawrócenia św. Pawła w Erkelenz-Lövenich
- 1859 – kościół katolicki pw. św. Maurycego w Hattingen-Niederwenigern
- 1869–1863 – kościół św. Łazarza w Wiedniu
- 1863–1866 – Gimnazjum Akademickie w Wiedniu
- 1866–1869 – kościół katolicki św. Otmara w Wiedniu
- 1867–1873 – kościół katolicki św. Brygidy w Wiedniu
- 1868–1869 – kościół katolicki w Bruck an der Großglocknerstraße
- 1859–1875 – kościół katolicki Matki Bokiej Zwycięskiej w Wiedniu[2]
- 1872–1883 – ratusz w Wiedniu[1]
- 1875–1876 – kościół katolicki w Weiler
- 1877–1878 – kościół Serca Jezusa w Riedenburg
- 1879–1881 – kościół katolicki w Travnej
- 1880 – kościół pałacowy w Wernigerode
- 1881–1883 – kościół NMP w Dortmundzie
- 1882–1885 – Sühnhaus w Wiedniu
- 1882–1891 – katedra w Peczu
- 1882–1901 – renowacja kościoła klasztornego Klosterneuburg
- 1883–1889 – kościół katolicki Weinhaus w Wiedniu
- 1884–1888 – pałac Runkelstein
- 1885 – kościół katolicki św. Sulpicjusza we Frastanz
- 1887–1891 – restauracja zamku Karlštejn[1]
- pałac Rothschildów w Waidhofen an der Ybbs
- kościół parafialny św. Józefa i Mikołaja w Silbertal